# Phêrô Lê Tùy
Svatý Phêrô Lê Tùy (asi 1773, Bằng Sơn – 11. října 1833, Quán Bàu) byl vietnamský římskokatolický kněz a mučedník.
Narodil se asi roku 1773 v bohaté rodině. Vstoupil do kněžského semináře v Nam Định. Po vysvěcení na jáhna se stal pomocníkem biskupa de la Mothe. Krátce poté získal kněžské svěcení. Působil ve farnostech Châu Lộc a Nam Đường. Poté, co bylo ve Vietnamu vyhlášeno pronásledování křesťanů, musel otec Lê Tùy působit tajně. Dne 6. června 1833 byl zatčen. Místní křesťané se jej pokoušeli osvobodit, což přes vzniklé problémy se nepodařilo. Dostal se do vězení v Nghệ An. Byl vyzván, aby se vzdal své víry, což odmítl. Poté byl odsouzen k trestu smrti. Dne 11. října 1833 byl ve městě Quán Bàu sťat. Jeho ostatky jsou uloženy v semináři Společenství zahraničních misií v Paříži ve Vietnamu.
V Martyrologium Romanum se píše:
| „ | V Hanoji v Tonkinu, ve Vietnamu, svatý Phêrô Lê Tùy, kněz a mučedník, který byl za Krista sťat za vlády císaře Minh Mạnga. | “ |

Dne 19. června 1988 jej papež sv. Jan Pavel II. svatořečil ve skupině 117 vietnamských mučedníků.